# Huub Boots
Huub Boots (Tegelen, 12 november 1953) is een voormalig Nederlands voetballer.

## Spelerscarrière
Boots werd in 1974 door trainer Rob Baan toegevoegd aan de selectie van FC VVV. De vleugelaanvaller maakte op 23 maart 1975 zijn profdebuut voor de Venlose eerstedivisionist in een uitwedstrijd bij FC Den Bosch (0-0). In 1976 keerde Boots terug naar de amateurs.

## Statistieken
| Seizoen         | Club            | Competitie      | Competitie | Competitie | Beker | Beker | Overige | Overige | Totaal | Totaal |
| Seizoen         | Club            | Competitie      | Wed.       | Dlp.       | Wed.  | Dlp.  | Wed.    | Dlp.    | Wed.   | Dlp.   |
| --------------- | --------------- | --------------- | ---------- | ---------- | ----- | ----- | ------- | ------- | ------ | ------ |
| 1974/75         | FC VVV          | Eerste divisie  | 2          | 0          | 0     | 0     | —       | —       | 2      | 0      |
| 1975/76         | FC VVV          | Eerste divisie  | 0          | 0          | 0     | 0     | 0       | 0       | 0      | 0      |
| Carrière totaal | Carrière totaal | Carrière totaal | 2          | 0          | 0     | 0     | 0       | 0       | 2      | 0      |